# Rocca di San Giorgio
La Rocca di San Giorgio Piacentino è una fortificazione situata nel centro dell'omonimo comune in provincia di Piacenza, non lontano dal castello.

## Storia
La costruzione della rocca, il cui progetto è stato talvolta attribuito al Vignola, risale agli ultimi anni del XVI secolo, ad opera di un membro del ramo di San Giorgio della famiglia Anguissola. La fortificazione rimase in possesso della famiglia costruttrice fino al 1630 quando, a seguito della morte di Cesare Albano, essa si estinse. Conseguentemente l'edificio venne avocato dalla  Camera Ducale farnesiana la quale, l'anno successivo lo concesse in affitto Alessandro Bacchini, capitano delle truppe al servizio di Odoardo I Farnese. Il contratto di affitto si estinse nel 1635 sancendo il ritorno della rocca tra i beni farnesiani.
Nel 1637 il feudo di San Giorgio, che comprendeva la rocca, fu concesso al marchese Fabio Scotti di Castelbosco il quale verso per la sola rocca la cifra di 12 000 lire. Successivamente il marchese, che ottenne anche il titolo di conte di San Giorgio, avviò una serie di lavori di restauro alla rocca, adibendola a propria residenza estiva. Nel 1676 nacque una disputa tra Annibale Scotti, figlio di Fabio, e Antonio Maria Scotti, che di Fabio era il nipote, riguardo al possesso del feudo sangiorgino e delle relative proprietà, tra cui la rocca. La contesa si prolungò per parecchi anni fino a che nel 1740 i giudici incaricati di formulare una sentenza decretarono che metà del feudo spettava di diritto ai discendenti di Antonio Maria Scotti. Solo 22 anni dopo, tuttavia, gli eredi di Antonio Maria, ovvero i conti Scotti della Scala di Zerro presero effettivamente possesso della rocca e delle sue pertinenze.
Negli ultimi anni del XVIII secolo l'edificio subì alcune modifiche opera dell'architetto piacentino Lotario Tomba che aggiunse diversi elementi che, in accordo con gli stilemi del periodo, aggiunse dei movimenti di effetto nella zona del tetto i quali, tuttavia, rimasero estranei all'equilibrio del progetto originario. Altre modifiche furono apportate da Antonio Tomba, nipote di Lotario, negli anni successivi anche ad alcuni edifici posti nelle vicinanze della rocca.
Nell'Ottocento l'edificio fu di proprietà del conte Paolo che costruì il muro di cinta esterno all'interno del quale venne realizzato il parco. Dopo la scomparsa del conte Paolo Scotti il complesso pervenne alla figlia Clelia e, tramite lei, al marito, il generale Ferdinando Negri della Torre, la cui figlia la portò in seguito in dote al conte Guido Gazzola di Settima, alla cui famiglia appartiene dall'inizio del XX secolo.

## Struttura
La costruzione, esempio unico nel panorama provinciale piacentino, presenta una commistione di elementi tipici di un castello con elementi tipici di una dimora signorile che l'architetto Carlo Perogalli ha definito essere "di raro equilibrio".
La struttura, a base quadrata con lato lungo 15 m, presenta sul fronte nord-occidentale l'ingresso, posto ad un livello superiore rispetto alla pertinenza antistante e dotato di un ponte levatoio addossato ad un ponticello in muratura. La muratura esterna, in mattoni e pietra si presenta leggermente scarpata, in particolar modo nella parte più bassa che originariamente dava sul fossato, successivamente interrato. Sui quattro vertici del complesso, immediatamente più in basso rispetto alla linea del tetto, sono presenti quattro guardiole di forma rotonda che poggiano su mensole in muratura.
Secondo un relazione stesa nel 1637 all'interno dell'edificio si trovava una scala a chiocciola dotata di balaustra in ferro e scalini in pietra; la scala situata in posizione baricentrica, permetteva l'accesso a tutti i piani dell'edificio, compresi quelli sottoterra. La scala permetteva anche l'accesso alla cupola, dotata di lanterna di forma ottagonale realizzata in muratura e dotata di una finestra per ognuno dei lati. Originariamente la lanterna della cupola e le guardiole angolari erano tutte ricoperte da lamine in rame e piombo.
All’interno sono presenti alcune sale di rappresentanza decorate con affreschi opera del pittore milanese Felice Biella.
Nei pressi della rocca si trovavano in origine alcuni corpi ad uso rurale, sui quali intervenne Antonio Tomba nel 1830 realizzando delle barchesse dotate di un lungo porticato, nonché due serre poste rispettivamente a oriente e a occidente del complesso; allo stesso periodo risale anche il giardino all'inglese. L'entrata del complesso presenta una coppia di torrette in stile neogotico le quali furono collocate sulle terrazze delle barchesse nel 1890.